# Supergirl (Stefania Liberakakis)
Supergirl (reso graficamente come SUPERG!RL) è un singolo della cantante greco-olandese Stefania Liberakakis, pubblicato il 1º marzo 2020 su etichetta discografica K2ID Productions. Il brano è scritto da Dīmītrīs Kontopoulos, Sharon Vaughn, Pavlos Manolīs, Anastasios Rammos, Diverno e Gabriel Russell, ed è stato prodotto da questi ultimi quattro, noti con lo pseudonimo Arcade.
Il brano è stato selezionato internamente l'emittente radiotelevisiva nazionale ERT per rappresentare la Grecia all'Eurovision Song Contest 2020 a Rotterdam, nei Paesi Bassi.

## Tracce
1. Superg!rl – 3:00

## Classifiche
| Classifica (2020) | Posizione massima |
| ----------------- | ----------------- |
| Grecia            | 19                |